# Quartet de corda núm. 11 (Xostakóvitx)
El Quartet de corda núm. 11 en fa menor, op. 122, va ser compost per Dmitri Xostakóvitx el gener de 1966. Va ser estrenat pel Quartet Beethoven (Dmitri Tsiganov, Nikolai Zabavnikov, Fiódor Drujinin, Serguei Xirinski) el 28 de maig de 1966 a la Sala Glinka Leningrad. El va dedicar a Vassili Xirinski, integrant del Quartet.

## Estructura
L'obra té set moviments amb una durada aproximada de 15 minuts:
1. Introduction (Andantino – attacca)
2. Scherzo (Allegretto – attacca)
3. Recitative (Adagio – attacca)
4. Etude (Allegro – attacca)
5. Humoresque (Allegro – attacca)
6. Elegy (Adagio – attacca)
7. Finale (Moderato)